# Gerhard Prager
Gerhard Otto Prager, manchmal auch als Gerd Prager geführt, (* 1. Februar 1920 in Oberplanitz; † 17. Juli 1975 in Mainz) war ein deutscher Redakteur, Herausgeber, Fernsehproduzent und Schriftsteller. Prager war von 1973 bis 1975 Programmdirektor des ZDF.

## Leben und Karriere
Gerd Prager, geboren 1920 im sächsischen Oberplanitz, war Leutnant der Luftwaffe im Zweiten Weltkrieg. Nach seinem Studium der Theaterwissenschaft arbeitete er als Dramaturg am Stuttgarter Schauspielhaus und Lektor eines Verlages. Zwischen 1948 und 1953 war er als Chef- und Hörspieldramaturg am Süddeutschen Rundfunk in Stuttgart tätig. 1948 hatten alliierte Kontrolloffiziere den in diesem Metier völlig unerfahrenen Gerhard Prager als freien Mitarbeiter beim Stuttgarter Rundfunk eingesetzt. Ab 1949 hatte er die Position des Chefdramaturgen inne und setzte als solcher bis 1953 ein aufgrund seines Anspruchs vielbeachtetes Hörspielprogramm um und sich für Autoren wie Günter Eich ein. Danach füllte er von 1953 bis 1958 den Posten des Chefredakteurs der evangelischen Medienmagazins und Informationsdienste „Kirche und Rundfunk“ und „Kirche und Fernsehen“ in Bethel bei Bielefeld aus. Von 1958 bis 1962 war er verantwortlicher Fernsehproduzent am Süddeutschen Rundfunk und von 1962 bis 1972 arbeitete er als Leiter der Hauptabteilung Fernsehspiel und Film und leitete schließlich die Programmdirektion beim ZDF.
Im Zeitraum zwischen 1956 und 1962 war Prager Beisitzer bzw. später stellvertretender Vorsitzender der Filmbewertungsstelle in Wiesbaden. Darüber hinaus war er Mitbegründer des literarischen Kabaretts Die Mausefalle.

## Schriftsteller
Bereits 1946 veröffentlichte Prager einen Gedichtband mit eigener Lyrik. Unter dem Titel Geigerzähler erschien 1957 ein weiterer.
Mit Davon ich singen und sagen will (1960), in dem der Schriftsteller erklärt "wie bekannte Weihnachtslieder entstanden", schrieb er sein bekanntestes Werk, das von Robert Lembke gelesen auch auf einer Schallplatte Verbreitung fand.
„Diese Geschichten sind weder zur Ehre der Literatur geschrieben noch zum Nutzen wissenschaftlicher Volksliedforschung. Gleichwohl darf der Hörer darauf vertrauen, daß ihm hier nichts vorgeflunkert wird im Übermut des Fabulierens. Das Gespinst schriftstellerischer Phantasie umkleidet einen Kern nachprüfbarer Tatsachen und wahrer Begebenheiten“ schrieb Prager für das Cover zur Herausgabe der Platte ein Jahr vor seinem Tod.
Daneben gehören auch eine Reihe medienwissenschaftlicher Aufsätze und Reden zu den Veröffentlichungen des Schriftstellers Prager, der sich ab und an auch als Herausgeber betätigte.